# Józef Skłodowski
Józef Władysław Skłodowski (Varsovie, 26 avril 1863-Varsovie, 19 octobre 1937) est un médecin polonais, frère de Marie Curie et de Bronia Dluska.

## Biographie
Diplômé de l'école secondaire de Varsovie en 1881, il étudie la médecine à l'université de Varsovie de 1881 à 1886.
Président de la Société médicale de Varsovie et chef de la branche interne de l'hôpital de l'Enfant-Jésus, il participe avec ses sœurs à la fondation de l'Institut du radium. 
Il est inhumé au cimetière de Powązki.